# Joel Obi
Joel Chukwuma Obi (* 22. Mai 1991 in Lagos) ist ein nigerianischer Fußballspieler.

## Verein
Obi begann seine Karriere in seiner Geburtsstadt Lagos bei NEPA Lagos, wo er in der Jugendmannschaft spielte. 2005 wurde er von Inter Mailand nach Italien in die Jugendabteilung geholt. In den nächsten Jahren spielte er mit Inter in der Primavera-Meisterschaft und gewann in der Saison 2006/07 den Meistertitel. In der Folge agierte der Mittelfeldmann in diversen weiteren Jugendmannschaften der Mailänder und wurde zur Saison 2009/10 unter José Mourinho zum ersten Mal in die Profimannschaft berufen, wo ihm allerdings ein Einsatz vorerst verwehrt blieb.
Unter dessen Nachfolger, dem Spanier Rafael Benítez, kam Obi im stark besetzten Mittelfeld der Nerazzurri am 29. September 2010 zu seinem Pflichtspieldebüt als Profi und wurde im Spiel der UEFA Champions League gegen Werder Bremen in der 80. Minute für Dejan Stanković eingewechselt. Am 17. Oktober 2010 spielte er auch erstmals in der Serie A und kam beim Auswärtsspiel bei Cagliari Calcio zum Einsatz.
Ende Januar 2011 kaufte der FC Parma einen Teil der Transferrechte des Nigerianers. Allerdings einigten sich beide Vereine darauf, dass Obi zumindest noch für den Rest der Saison 2010/11 bei den Mailändern bleiben sollte.
Auch in der Spielzeit 2011/12 gehörte Obi dem A-Kader der Nerazzurri an und konnte dort seinen endgültigen Durchbruch feiern: Insgesamt wurde er in 37 Spielen seiner Mannschaft eingesetzt, 17 Mal stand er dabei in der Startaufstellung. In einem Ligaspiel gegen den AC Cesena gelang ihm außerdem sein erster Pflichtspieltreffer für die Mailänder. Im Januar 2012 kaufte Inter außerdem den Teil der Transferrechte, den der FC Parma an Obi hielt, zurück.
In dieser Saison 2012/13 brachte es der junge Mittelfeldspieler aber aufgrund diverser Verletzungen auf lediglich vier Pflichtspieleinsätze. Im September 2013 wurde er kurz vor Ende der Transferperiode für eine Saison an den FC Parma ausgeliehen.
Zur Saison 2015/16 wechselte Obi zum FC Turin. Dort blieb er drei Jahre und ging dann weiter zum Ligarivalen Chievo Verona. In der Winterpause 2018/19 wurde er für sechs Monate an Alanyaspor verliehen. Nach seiner Rückkehr spielte er noch zwei weitere Jahre für Hellas in der Serie B.
Am 21. Juli 2021 gab dann Erstligaaufsteiger US Salernitana die Verpflichtung Obis bekannt.

## Nationalmannschaft
Am 9. Februar 2011 gab Obi beim 2:1-Testspielsieg gegen Sierra Leone sein Debüt für die Nigerianische A-Nationalmannschaft. Bis zu seinem letzten Einsatz im Jahre 2018 absolvierte er insgesamt 17 Partien für diese Auswahl.

## Erfolge
- Italienischer Pokalsieger: 2011